# 3870 Mayré
3870 Mayré è un asteroide della fascia principale. Scoperto nel 1988, presenta un'orbita caratterizzata da un semiasse maggiore pari a 2,6230847 UA e da un'eccentricità di 0,1628727, inclinata di 12,36646° rispetto all'eclittica.